# Thaumas
Thaumas var en havsgud i den grekiska mytologin. Hans namn kommer från det grekiska ordet "thaumatos" som betyder "mirakel" eller "under". 
Thaumas var son till Pontos (Havet) och Gaia (Jorden) och en personifikation av havets vidunder.
Hans hustru var okeaniden Elektra, Okeanos och Tethys dotter. Tillsammans hade de harpyorna, dottern Iris,  och möjligtvis även flodguden Hydaspes.